# John Rawls
John Bordley Rawls (Baltimore, 21 de febrero de 1921-Lexington, 24 de noviembre de 2002) fue un filósofo estadounidense, profesor de filosofía política en la Universidad de Harvard y autor, entre otras obras, de Teoría de la justicia (1971), Liberalismo político (1993), The Law of Peoples (1999) y Justice as Fairness: A Restatement (2001). Su teoría política propone dos principios sobre los cuales basar la noción de justicia a partir de una posición original en el espíritu contractualista de los filósofos políticos clásicos.
Rawls fue reconocido con el Premio Schock para lógica y filosofía y con la National Humanities Medal de manos del presidente Bill Clinton en 1999, en reconocimiento a «su ayuda a que toda una generación (…) reviviera su confianza en la democracia».

## Contribución de Rawls a la filosofía política y moral
Rawls es conocido por sus contribuciones a la filosofía política liberal. Algunas ideas de los trabajos de Rawls han recibido mucha atención:
- La posición original y el velo de la ignorancia.
- El equilibrio reflexivo explica cómo debe existir un tipo de equilibrio entre lo que es la creencia que tiene un individuo (de religión) y las normas que desarrolla el Estado
- El consenso superpuesto.
- La razón pública.
- La justicia como equidad (que consiste básicamente en el principio de igual libertad, el principio de justa igualdad de oportunidades y el principio de diferencia).

Muchos filósofos y economistas creen que Rawls hizo una importante contribución a la filosofía política. Otros, en cambio, encuentran que el trabajo de Rawls no es convincente y está muy alejado de la praxis política; pero donde sí hay consenso general es en que la publicación de Teoría de la Justicia en 1971 conllevó una reactivación de la filosofía política. La obra de Rawls es multidisciplinar, y ha recibido especial atención por parte de economistas, politólogos, sociólogos y teólogos. Por lo demás, Rawls es el único entre los filósofos políticos contemporáneos que ha sido frecuentemente citado por las Cortes de los Estados Unidos.

## Los poderes de los ciudadanos y su representación
En una sociedad razonable, más sencillamente ilustrada en una sociedad de iguales en cuanto a los asuntos básicos, todos los ciudadanos tienen sus propios objetivos racionales que esperan favorecer, y todos están dispuestos a proponer términos justos que se espera razonablemente acepten los demás, de manera que todos puedan beneficiarse y mejorar, según lo que cada cual pueda lograr por sí mismo.
Muchos de nuestros más importantes juicios, se hacen en condiciones en que no es de esperarse que personas conscientes, en el pleno uso de la razón, incluso tras una libre discusión, lleguen a la misma conclusión. Algunos juicios contrarios y razonables pueden ser verdaderos y otros falsos.
Llevar a efecto la plena condición de conocimiento pública equivale a materializar un mundo social en el que puede aprenderse el ideal de la ciudadanía y esto puede inculcar un verdadero deseo de llegar a ser esa clase de persona. Esta función educadora de la concepción política caracteriza al papel más amplio al que me he referido.
El objetivo de las partes consiste en llegar a un consenso en cuanto a principios de justicia que permita a los ciudadanos que representan llegar a ser personas cabales, esto es, con las características propias para desarrollar y ejercer plenamente sus poderes morales y perseguir el logro de las determinadas concepciones del bien que hayan elaborado. Los principios de justicia deben conducir a implantar un esquema instituciones básicas afín a este objetivo.
La concepción política de la justicia que regula desigualdades sociales y económicas, cualquiera que sea tal concepción, no puede constituir el precepto: no puede decirse que deberá darse a las personas según su virtud política.
Además de la capacidad de tener una concepción del bien, los ciudadanos tienen la capacidad de adquirir concepciones de justicia e imparcialidad y el deseo de actuar según las exigencias de estas concepciones. Cuando creen que las instituciones o las prácticas sociales son justas, o imparciales, están dispuestos y anuentes a hacer su parte en esos convenios, siempre y cuando tengan una razonable seguridad de que los demás también harán su parte. Si otras personas con evidente intención ansían cumplir con su parte en acuerdos justos o imparciales, los ciudadanos tenderán a adquirir confianza y confiabilidad en esas personas, esta confianza y confiabilidad se reforzarán y serán más completas conforme el éxito de los convenios cooperativos se sostenga en un lapso más largo, y lo mismo es verdad conforme las instituciones básicas establecidas para asegurar nuestros intereses fundamentales (los derechos y las libertades básicas) se vayan reconociendo más firme y voluntariamente.

## Teoría de la justicia
El prolongado compromiso de John Rawls con la justicia, la equidad y la desigualdad surgió de su experiencia personal, al haber crecido en Baltimore, ciudad en la que se padecía la segregación racial y haber pasado por el ejército. Le urgía encontrar una estructura general de principios morales dentro de la cual fuera posible emitir juicios morales individuales.
En Teoría de la justicia Rawls argumenta heurísticamente en favor de una reconciliación de los principios de libertad e igualdad a través de la idea de la justicia como equidad. Para la consecución de este fin, es central su famoso acercamiento al aparentemente insuperable problema de la justicia distributiva.
Rawls trata de demostrar que los principios de la justicia no se pueden basar únicamente en la estructura moral de una persona, también en la manera en que el sentido de la moral de la persona se expresa y se preserva en las instituciones. Para que exista la justicia, tiene que considerársela "equitativa" según determinados principios de igualdad. Rawls fórmula dos principios fundamentales. El primero afirma que todas las personas tienen el mismo derecho a las libertades básicas. El segundo sostiene que "hay que solucionar las desigualdades sociales y económicas de manera que sea posible tener una esperanza razonable de que las soluciones favorecen a todos y estén ligadas a cargos y despachos abiertos para todos". El primer principio, el de libertad, toma la prioridad sobre el segundo, el de la diferencia. Rawls los justifica al afirmar que a medida que las condiciones económicas mejoran gracias al avance de la civilización, crece la importancia de los asuntos relacionados con la libertad. 
Rawls denomina "ventajas amenazadoras" a ciertos privilegios sociales y económicos, cómo "el poder político de facto, la riqueza o los talentos naturales", que permiten a ciertas personas obtener más que lo justo. La desigualdad no puede ser el fundamento de ningún principio de la justicia. Dado que las desigualdades forman parte de las sociedades, Rawls concluye que "hay que corregir la arbitrariedad del mundo al ajustar las circunstancias de la situación contractual inicial". 
Al hablar de situación contractual se refiera un contrato social entre las personas, tanto de unas con otras como todas las instituciones del Estado, cuida la familia. Pero este contrato social comprende acuerdos entre los individuos sobre una base desigual. 
Para Rawls la clave de esta corrección son las instituciones sociales, que deberían asegurar que todas las personas tengan igual acceso a ellas y crear un mecanismo de redistribución que mejore la situación de todos. Rawls consideraba que el liberalismo y las democracias liberales son los sistemas políticos mejor posicionados para asegurar que esta redistribución sea equitativa. Creía que los sistemas comunistas se centran demasiado en la igualdad absoluta sin saber con certeza si lleva a todos el mayor bien. Defendía que es más probable que un sistema capitalista con instituciones sociales fuertes asegure un sistema de justicia equitativo.
De forma medular a este esfuerzo corresponde realizar un recuento de las circunstancias de la justicia (inspirado en David Hume), y de una situación de elección justa (más cercana en espíritu a Kant) para las partes enfrentadas a tales circunstancias y que se encuentren en la búsqueda de principios de justicia que guíen su conducta. Dichas partes se enfrentan a una escasez moderada y no son ni naturalmente altruistas ni puramente egoístas: tienen fines que buscan promover.

### El velo de la ignorancia

Una representación visual de la hipotética situación de elección racional de John Rawls, la posición original, que es garantizar la imparcialidad de los principios de justicia que una sociedad elige para sus instituciones.

Afirma Rawls que es necesario decidir desde el comienzo los principios que guiarán las principales instituciones de la estructura básica de la sociedad y esto debe hacerse detrás de "un velo de la ignorancia" tras una "posición original". Rawls ofrece un modelo de una situación de elección justa de la cual las partes hipotéticamente escogerían principios de justicia mutuamente aceptables y la estructura de una sociedad ideal, pero ninguno de los que deciden sabe cuál será su lugar en ella. Este procedimiento sigue la lógica de la justicia procesal pura. 
El velo de la ignorancia significa que nadie conoce su género, orientación sexual, raza o clase. De este modo, el velo de la ignorancia garantiza que en la elección de los principios dichos rasgos son desconocidos para las partes en la posición original y, de esa forma, las instituciones sociales estarán reguladas por principios que aseguren la equidad en el reparto de los bienes sociales, tales como riqueza, oportunidades y las bases sociales del autorrespeto.
Bajo tales restricciones, Rawls argumenta que detrás del velo de la ignorancia se formaría algo similar a un contrato social para ayudar a los integrantes menos favorecidos de la sociedad, ya que en última instancia todos tienen miedo a ser pobres y querrán construir instituciones que les protegieran y que encontrarían particularmente atractivos sus principios de justicia favorecidos, superando a otras alternativas, incluyendo la utilitarista y la liberal-libertaria.
Rawls concede que es probable que persistan las diferencias sociales pero afirma que un principio equitativo de Justicia ofrecería mayores beneficios a los integrantes menos afortunados de la sociedad.

### La sociedad multicultural
Rawls considera que las instituciones justas desempeñan otro papel como unificadoras de la sociedad. Una de las elecciones más importantes de la modernidad es que es posible vivir juntos bajo reglas comunes sin compartir necesariamente un único código moral, siempre cuando todas las personas compartan un compromiso moral hacia la estructura de la sociedad. Si están de acuerdo en que la estructura de la sociedad es equitativa, estarán satisfechas a pesar de vivir entre personas que quizás tengan códigos morales diferentes. Para Rawls, esta es la base de las sociedades plurales y multiculturales, y las instituciones sociales son imprescindibles para garantizar la equidad en tan complejos sistemas sociales.
Teoría de la justicia es de las obras contemporáneas de teoría política más influyentes, y uno de los superventas de la Harvard University Press.

## Liberalismo político
La obra posterior de Rawls se centró en la cuestión de la estabilidad: ¿puede perdurar una sociedad que se base en los dos principios de la justicia? Su respuesta a esta cuestión se encuentra en una colección de conferencias titulada "Liberalismo Político". En Liberalismo político Rawls introdujo la idea del consenso superpuesto -o acuerdo sobre la justicia como equidad entre ciudadanos que pertenecen a distintas religiones y visiones filosóficas (o concepciones del bien). Este texto asimismo introdujo la idea de la razón pública -la razón común de todos los ciudadanos.

## Las críticas a Rawls
El teórico indio Amartya Sen y el marxista canadiense Gerald Cohen han cuestionado la fe de Rawls en la posibilidad de que un régimen capitalista garantice el respeto de esos principios. También cuestionaban los efectos beneficiosos del velo de la ignorancia en las sociedades modernas, donde las desigualdades estaban profundamente enraizadas en las instituciones sociales. El velo de la ignorancia solo tiene valor, afirman muchos, si puedes comenzar desde cero. Así pues, una gran parte de la obra Anarquía, Estado y Utopía de Robert Nozick se dedica a refutar las teorías de Rawls.

### Amartya Sen
Se cree que Rawls fija una falsa distinción entre los derechos políticos y los económicos. Para Sen, las desigualdades y las privaciones son en gran medida resultado de la ausencia de derecho sobre ciertos bienes, y no de la ausencia misma de los bienes. Expone como ejemplo la hambruna bengalí de 1943, provocada por el aumento del precio de los alimentos a causa de la urbanización, y no de la falta de comida. Los bienes -en este caso, los alimentos- no representan una ventaja en sí mismos. Sin embargo, la ventaja viene definida por la relación entre la gente y los bienes: los que podían comprar los a precios más altos frente a los que no podían permitírselos. Además asegura que el contrato social definido por Rawls es defectuoso al suponer que solo se establece de forma interpersonal. Afirma que el contrato social se negocia por medio de los intereses de una cantidad de grupos que no son parte directa del contrato, como los extranjeros, las generaciones futuras y la misma naturaleza.

### Gerald Cohen
Gerald Cohen pone en tela de juicio la fe de Rawls en el liberalismo, y apunta que la obsesión de este sistema por optimizar su propio interés no es compatible con las instituciones igualitarias de la política redistributiva que preconiza a Rawls. Cohen afirma que la desigualdad es intrínseca al capitalismo, y no solamente resultado de una redistribución no equitativa por parte del Estado. Para él, ni el capitalismo ni el liberalismo darán nunca la solución "equitativa" que busca Rawls.

### Robert Nozick
Nozick está en desacuerdo con la concepción de Rawls de la justicia distributiva en lo que respecta a las desigualdades económicas. Rawls consideró que las desigualdades económicas solo se permitirán si son para el beneficio del "principio de diferencia” de la sociedad en cuestión. Nozick está completamente en desacuerdo, puesto que para él, siempre y cuando las desigualdades económicas se deriven de un intercambio voluntario, éstas no podrán ser injustas.
Para Nozick, el hecho de que el «principio de diferencia» se derive de premisas  (la «posición original» y el «velo de la ignorancia»)  , hace imposible que los individuos se planten principios históricos -justicia retributiva. 

«Un procedimiento que funda principios de justicia distributiva sobre lo que acordarían personas racionales, que no saben nada sobre sí misma o de sus historias, garantiza que los principios de estado final sean tenidos como fundamentales.(…) Pero ningún principio histórico, al parecer, podría ser acordado en primera instancia por la posición original de Rawls. Puesto que las personas que se reúnen tras un velo de ignorancia para decidir quién obtiene qué, sin conocer nada sobre ningún derecho especial que las personas pudieran tener, tratarán como maná del cielo cualquier cosa que deba distribuirse.»
Robert Nozick

Nozick propone su modelo de Estado mínimo como ejemplo de una metautopía dentro de la cual  encuadrar diversas utopías. En esta situación habría no una sola clase de  comunidad, sino una variedad de comunidades muy variadas, que crecerían y  decrecerían según evolucionasen con el tiempo. Consideraba que los impuestos son equivalentes al trabajo forzoso, siguiendo a John Locke, una persona tiene una propiedad en sí mismo y en su trabajo, y que cada persona tiene la libertad de decidir lo que hará. En consecuencia,  cualquier sistema que amenace o le quita cosas de la gente y se las da a los demás es injusto para Nozick. Así, frente a la socialdemocracia propuesta por Rawls, el pensamiento de Nozick es un claro ejemplo de libertarismo o liberalismo conservador.

## Publicaciones

### Obras[3]
- Una teoría de la justicia (1971)
- El liberalismo político (1993)
- El derecho de gentes: Una revisión de la idea de razón pública (1999)
- Collected papers (1999)
- Lecciones sobre la historia de la filosofía moral (2000)
- Justicia como equidad: una reformulación (2001)
- Lecciones sobre la historia de la filosofía política (obra póstuma, 2007)
- Consideraciones sobre el significado del pecado y la fe. Mi religión (obra póstuma, 2010)